# Лобановський сільський округ
Лоба́новський сільський округ (каз. Лобанов ауылдық округі, рос. Лобановский сельский округ) — адміністративна одиниця у складі Айиртауського району Північноказахстанської області Казахстану. Адміністративний центр — село Лобаново.
Населення — 1831 особа (2021; 2740 у 2009, 3126 у 1999, 3981 у 1989).
Станом на 1989 рік існувала Лобановська сільська рада (села Альшанка, Зоря, Лобаново, Шалкар) Арикбалицького району.

## Склад
До складу округу входять такі населені пункти:
| Населений пункт | Старі назви | Населення, осіб (1989) | Населення, осіб (1999) | Населення, осіб (2009) | Населення, осіб (2021) |
| --------------- | ----------- | ---------------------- | ---------------------- | ---------------------- | ---------------------- |
| Альжан, село    | Альшанка    | 549                    | 521                    | 325                    | 152                    |
| Зоря, село      | -           | 310                    | 300                    | 236                    | 136                    |
| Лобаново, село  | -           | 2148                   | 1439                   | 1483                   | 1056                   |
| Шалкар, село    | -           | 974                    | 866                    | 696                    | 487                    |